# Tremedal de Tormes
Tremedal de Tormes è un comune spagnolo di 45 abitanti situato nella comunità autonoma di Castiglia e León.